# あひる艦隊
あひる艦隊（あひるかんたい）は、コミックバンド・音楽ショウ。
1940年(昭和15)に木下華声が新興演芸に移った際に中心になって結成され、「あきれたぼういず」等のボーイズと肩を並べていた。戦後にメンバーが一新され再編成された。1959年(昭和34)には森井良太郎と山名偉三郎が分裂し、同時期に2つの「あひる艦隊」が存在することになる。
吉本系は1980年代、松竹系も1970年代には解散したが、後に大谷実がフリーで復活しつくみと喜多川と3人でやったが、最後は大谷とつくみの2人だけであった。

## メンバー
第1次
当初は華声を中心に山名、田中、七条でスタート。
- 木下華声（1912年7月6日 - 1986年5月25日）、リーダー。在籍していたのは1944年まで。
- 山名偉三郎（本名：同じ、生年不詳 - 1968年）ギター、ヴァイオリン担当。戦後再編成時も参加。分裂後はリーダー。
- 田中徳三郎（？）アコーディオン担当。
- 七条好（1910年 - 没年不詳）トランペット担当。徳島県の生まれ、最初は高島屋少年音楽隊に入隊。1926年に神戸のダンスホールで初舞台、その後、劇場や外国大使館でジャズバンドで活躍。戦後は、同じく、メンバーだった原田譲二のバンドに参加したこともある。著名なジャズトランペッター南里文雄は後輩に当たる。
- 渡辺晴一（？）戦後再編成時も短期間在籍。後「ぼんぼんサンズ」を組織しリーダーになった。
- 丸山公（？）
- 原田譲二（1911年12月10日 - 1995年5月12日）ドラム担当。元々ジャズドラマーだったが戦火が激しくなり、ジャズの演奏がままならなくなったため、比較的活動の制限が緩かったコミックバンドに転身する。戦後はジャズドラマーに復帰。後にジミー原田を名乗る。80歳を過ぎるまで現役のジャズドラマーとして活動した。
- 須藤正雄（？）
- 長井隆也（？）あきれたぼういずにも在籍。

第2次(戦後再編成)
- 森井良太郎（本名：同じ 1909年 - 1971年）、リーダー、トランペット担当。

愛知県名古屋市新栄町の生まれ、両親が芸能関係だったため、小さい頃からピアノを習う。浪曲師の東光軒宝玉の曲師をしていた事もある。26歳で名古屋の大宝館の専属バンドマンとなる。バンドマスターの山田光三郎に認められ「あひる艦隊」に加入。分裂後は吉本系の「あひる艦隊」リーダーとなる。脱退後後進の指導で「西川ヒノデ・サクラ」に加入した。
- 御堂筋男(初代)（みどう すじお 本名：加藤哲治 1929年 - ）ドラム担当。

脱退後は浅草六郎の名で吉本新喜劇のコメディアン、浅草四郎との漫才などをやったが廃業。
- 御堂筋男(2代目)（本名：国ノ本守康、）

初代が抜けたあと加入。分裂後も森井がリーダーを勤める「あひる艦隊」に残った。
第3次(松竹系、森井がリーダー)
当初は森井、青木、鈴木、御堂筋男でスタート。
- 鈴木淳司（本名：鈴木静夫 1929年 - ）

京都府日向町の生まれ、1949年4月に沢田秀雄の門下になりバンドマンになる。森井の勧めで「あひる艦隊」に加入。「鈴木静司」を名乗る時期もあった。森井脱退後はリーダー格になる。
- 大谷実（本名：今川修 1928年 - ）、ボーカル、ベース担当。

中国青島市の生まれ、1948年4月に小畑実の門下になりキングレコードよりデビュー。マーキュリーレコードを経て1965年に演芸の世界飛び込む。最初は「クエッション・ボーイズ」（後の「ザ・クエッション」）に参加し解散後は「あひる艦隊」に加入。後に消滅していたあひる艦隊を復活させる。最後（4代目）のリーダー。
- 青木幸夫（本名：同じ 1931年 - ）ギター担当。

新潟県の生まれ、16歳で来阪する。その後バンドマンを経て1960年に加入。
- 白名勝多（しらな かった 本名：山田喜久蔵、1936年 - ）ドラム担当。

満州国の生まれ、最初音楽ショウ「ピンボケフレンド」にマーボー山田の名で参加、同年新世界新花月が初舞台、その後、白名勝太の名で「クエッション・ボーイズ」（後の「ザ・クエッション」）に参加、解散後は白名勝多の名で「あひる艦隊」に加入。
- 山本浩二（本名：山本明次 1942年 - ）ボーカル、ギター担当。

広島県呉市の生まれ、作曲家の竹山荘一に師事し歌謡曲の道を歩む。「ピンアップトリオ」にピンアップ浩二の名で参加、その後夢浩二の名で「ザ・ドリーム」に参加。1979年より山本浩二の名で「あひる艦隊」に加入。
- 中橋清司（本名：同じ）サックス担当。

1979年に脱退。
- 星野清美（本名：同じ 1947年 - ）

森井が抜けたあと加入。後に廃業。
- つくみ一郎

最後のメンバー。大分県出身。
- 喜多川明美

奈良県出身。
第3次(千土地興行後の吉本系、山名がリーダー)
当初は山名、篠原、島、白名でスタート。
後に山名、島、山田、牧で再結成。
- 篠原三郎（本名：同じ 1928年 - 1985年）ボーカル、ギター担当。

京都府京都市左京区の生まれ、最も勢いのある頃メンバー入りし、暁伸・ミスハワイらと共にラジオCM坂本の赤まむしに出演、また当時の大スター田端義夫が大阪劇場（だいげき）での公演の際、合間のステージに出演し「あんな大勢の前でうとたら足ふるたわ」と苦笑。横山ホットブラザーズの横山あきらと同居、その後ミスハワイの専属美容師と結婚の際、仲人を暁伸・ミスハワイが行うなど交友関係が広い。後に廃業。
- 島啓児（本名：今岡恵一）リーダー。

石川県金沢の生まれ、高校卒業後ミスワカサ・島ひろしの門下になる。木村フクジとシャネルカンカンズでアコーディオンを担当した後に加入。その後リーダーなったが廃業。
- 山田修（本名：山田修）

岡山県の生まれ、1964年に山名偉三郎の門下で山田修の本名でメンバー入りし千日劇場で初舞台、その後ゼンジー北京の門下で初代ゼンジー・一億、「浮世わたるショウ」に浮世いきるの名で平和すすむと平和まもる(初代)の名で春乃めだかと春乃うさぎの名で正司こうじおと正司おさむの名で数々コンビを組んだが廃業した。
- 牧潤（本名：山口真嗣）

山名偉三郎の門下。その後廃業。
- 板東晴彦（本名：板東正明）

徳島県の高校中退後、大阪に来て浮世亭歌楽・ミナミサザエの浮世亭歌楽の門下になる。1966年にメンバー入りし名古屋の大須演芸場が初舞台。脱退し「スカタンボーズ」を経て「平和勝次とダークホース」をに在籍した。現在は作曲家。
- 青山一也（本名：辻村一也）

山名偉三郎の門下。その後廃業。
- 原敏夫（本名：篠原敏夫、1927年 - ）

大阪府大阪市東粉浜の生まれ、南敏夫の名で「わんぱくボーイズ」に参加、南ヒサオと原トシオの名でコンビを組んだ後に「あひる艦隊」に参加。その後廃業。
- 岡本浩（本名：久保康利 1949年 - ）

現在は旭堂左南陵の名で講談師をやっている。
- 永原誠（本名：永原誠 1943年 - 2018年）

松竹新喜劇、ピンアップトリオを経て加盟。解散直後「レツゴー三匹」に加入し、レツゴー長作の名で活動していた。
- 堺すすむ（本名：堺迪 1942年 - ) ボーヤ兼ドラム担当

「川上のぼると大阪ヤローズ」 を経て、ピンの漫談家として東京に転出。「こんばんは、森進一です」の元祖とされる。1980年代以降『なんでか？フラメンコ』でも著名。